# Адам Пірсон
Адам Пірсон (англ. Adam Pearson; нар. 6 січня 1985, Лондон, Англія, Велика Британія) — британський актор, телеведучий і активіст. Його акторський дебют відбувся у фільмі «Опинись у моїй шкірі» 2013 року. У нього нейрофіброматоз, і він брав участь у програмах попередження цькування, пов'язаного із знівеченостями.

## Раннє життя
Адам Пірсон народився в Кройдоні, Лондон, 6 січня 1985 року разом зі своїм однояйцевим братом-близнюком Нілом. Після того, як він вдарився головою у віці п'яти років, шишка, що виникла, не зажила, а збереглася. У нього діагностували нейрофіброматоз I типу, який спричиняє розвиток неракових пухлин на нервовій тканині. І Адам, і його брат Ніл мають захворювання, яке проявляється у них дуже по-різному.

## Кар'єра
Пірсон закінчив Брайтонський університет за спеціальністю «Управління бізнесом». Він мав різні роботи у телевізійному виробництві для BBC та Channel 4, зокрема шоу «The Undateables» і «Красуня і чудовисько». Він працював дослідником для BBC і Channel 4, перш ніж стати головним ведучим першої серії «Красуня і чудовисько: Потворне обличчя упередженого ставлення» у 2015 році на Channel 4. Пірсон заявив, що зіткнувся з жорстким протистоянням через свою зовнішність. Він також був членом команди розробників «Красуні та чудовиська» та консультував голландську версію шоу.
Пірсон працював над усіма п'ятьма серіями The Undateables для Channel 4 як дослідник кастингу. Він представив документальні фільми BBC Three «Адам Пірсон: Шоу виродків» і «Потворне обличчя злочинів на ґрунті ненависті до інвалідів», а також виступав репортером у серії «Хитрощі ресторанної торгівлі» на Channel 4. У 2019 році разом з Анжелою Саїні він був співведучим документального фільму BBC Four «Євгеніка: найбільший скандал у науці».
Пірсон — постійний додзвонювач і нерегулярний співведучий радіопрограми «The Bedtime Babble On», яка транслюється на «Spark Sunderland» по буднях з 22:00.
Пірсон був номінований як британський ведучий документальних фільмів року на церемонії вручення нагород «Grierson Awards» 2016.
У серпні 2022 року Пірсон з'явилася на «Celebrity MasterChef», ставши першим учасником, який вилетів.

### Акторська кар'єра
У 2013 році Пірсон зіграв разом зі Скарлетт Йоганссон у фільмі Джонатана Ґлейзера «Опинись у моїй шкірі». Він сказав, що сподівається, що ця роль кине виклик стигматизації знівеченості. Саме в цьому фільмі Пірсон виявив своє захоплення від акторської гри.
У 2019 році Пірсон знявся у фільмі «Прикутий до життя» (реж. Аарон Шімберг).
У 2024 році Пірсон зіграв головну роль у наступному фільмі Шімберга «Інша людина» разом із Себастіаном Стеном і Ренате Реінсве. Прем'єра фільму відбулася на кінофестивалі «Санденс» 21 січня 2024 року. Він також був показаний у конкурсній програмі на 74-му Берлінському міжнародному кінофестивалі 16 лютого 2024 року. Пірсон сказав про фільм: «Для того, щоб кинути виклик стереотипам, вони спочатку повинні прийняти, що вони існують».

## Фільмографія

### Кіно
| Рік  |    | Українська назва     | Оригінальна назва      | Роль                                          |
| ---- | -- | -------------------- | ---------------------- | --------------------------------------------- |
| 2013 | ф  | Опинись у моїй шкірі | англ. Under the Skin   | Деформований чоловік / англ. The Deformed Man |
| 2015 | кф |                      | англ. Rodentia         | Гермес / англ. Hermes                         |
| 2015 | кф |                      | англ. Odd Man Out      |                                               |
| 2018 | ф  | Прикутий до життя    | англ. Chained for Life | Розенталь / англ. Rosenthal                   |
| 2022 | ф  |                      | англ. Ruby Splinter    | Адам / англ. Adam                             |
| 2024 | ф  | Інша людина          | англ. A Different Man  | Освальд / англ. Oswald                        |

## Особисте життя
Пірсон живе в Едіскемі. Він є християнином і у вересні 2020 року говорив із Саллі Філліпс про те, як поєднати свою віру зі своєю інвалідністю, в епізоді Sunday Morning Live, зазначивши: «Життя без труднощів — це життя без віри; як ти можеш практикувати свою віру, якщо ти не йдеш крізь вогонь?».